# Sporobolus mitchellii
Sporobolus mitchellii är en gräsart som först beskrevs av Carl Bernhard von Trinius, och fick sitt nu gällande namn av Charles Edward Hubbard. Sporobolus mitchellii ingår i släktet droppgräs, och familjen gräs. Inga underarter finns listade i Catalogue of Life.